# Манжетка
Манже́тка (лат. Alchemílla) — род многолетних травянистых растений семейства Розовые (Rosaceae).

## Название
Из-за гидрофобных свойств листьев манжетки на них собираются водяные капли. Алхимики считали их чистейшей формой воды. Они использовали эту воду в своем стремлении превратить недрагоценные металлы в золото. Зная это, выдающийся французский ботаник Жозеф Питтон де Турнефор присвоил роду название лат. Alchimílla, от (от др.-греч. χημεία «алхимия»). Впоследствии Карл Линней изменил его на орфографически неправильную транскрипцию лат. Alchemílla.
Русское родовое название «Манже́тка» (от фр. manchette «рукавчик») дано по сходству почковидных складчатых листьев со старинной кружевной манжетой.
В русском языке растение известно под многими названиями. В Энциклопедическом словаре Брокгауза и Ефрона для русского названия использована калька с латыни «альхеми́лля», приводятся два других — «приворот» и «росятник». За особенность долго сохранять крупные капли росы в основании листьев в народе растение также называли «росни́цей», «роснико́м», «боговой слёзкой», «звёздочной травой». На территории современного Ярославской губернии манжетку прозвали «бара́нником» (охотно поедается овцами), жители Нижнего Новгорода именовали её «грудни́цей» (использовали при грудных болезнях), а вятичи – «камчу́гой» (старое название подагры, которую лечили манжеткой).
Среди многих народных вариантов, обозначающих зачастую конкретный вид, — Манжетка обыкновенная, встречаются «лесной хрен», «поползу́ха» и др. Некоторые народные названия, применимые ранее к видам рода Alchemilla (например, «ру́та» и «рося́нка»), в современном понимании обозначают виды из других ботанических родов растений.

## Ботаническое описание

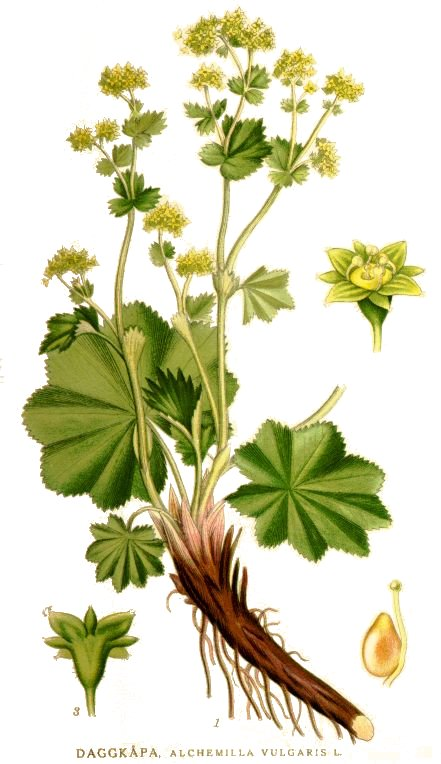
Манжетка обыкновенная.

Многолетнее кустистое прямостоячее травянистое растение с ползучим корневищем, высотой 45–50 см.
Листья округлые, в почкосложении складчатые, пальчатолопастные или пальчато-рассечённые, опушённые, с 9–11 вогнутыми лопастями, с крупными, приросшими к черешкам прилистниками. Стеблевые листья значительно мельче корневых.
Цветки зеленовато-жёлтые или беловатые, мелкие, невзрачные; на цветоножках, обоеполые, собраны в рыхлые или плотные клубочки, расположенные в общем щитковидно-метельчатом соцветии. Листочков подчашия и наружных чашелистиков по 4.

## Распространение и экология
Представители рода произрастают на северо-восточной части Северной Америки, в Гренландии, на востоке Африки и практически на всей территории Евразии, кроме районов Крайнего Севера, засушливых и тропических районов Азии.
В учётом присоединения рода Lachemilla к манжеткам в 2023, ареал рода расширился с охватом Нового Света.

## Значение и применение
Ряд видов используются как декоративные, лекарственные или пищевые растения.
В качестве декоративного используется в смешанных цветниках, в композициях у водоёмов. Ажурные соцветия используют для придания объёма композициям из сухоцветов. В культуре манжетки размножают с весны до осени делением куста; в ноябре подзимним посевом семян, в этом случае весной манжетка даёт хорошие всходы .

## Манжетка в культуре

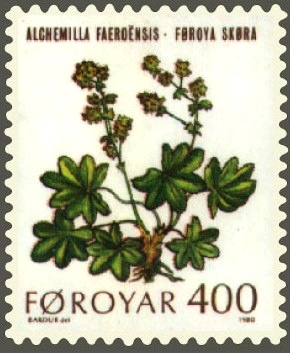
Почтовая марка Фарерских островов с изображением Манжетка фарерская|манжетки фарерской (Alchemilla faeroensis)

Почтовым ведомством Фарерских островов с 17 марта 1980 года по 31 марта 1984 года выпускалась почтовая марка с изображением Alchemilla faeroensis, входившая в серию из 5 марок с изображением флоры Фарерских островов.

## Классификация

### Таксономическое положение
- Alchemilla L., 1753, Sp. Pl.: 123

Род Манжетка включается в семейство Розовые (Rosaceae) порядка Розоцветные (Rosales), последовательно входящего в более крупные клады Фабиды → Розиды → Суперрозиды → Эвдикоты → Цветковые растения. Таксономическая схема в соответствии с Системой APG IV по состоянию на июнь 2024 года:
|  |                          |  |                                   |                                   |                   |  | еще 8 семейств |               |               |                                                               |
|  |                          |  |                                   |                                   |                   |  |                |               |               | 780 подтвержденных видов и 166 видов, ожидающих подтверждения |
|  |                          |  |                                   | порядок Розоцветные               |                   |  |                |               | род Манжетка  |                                                               |
|  |                          |  |                                   | порядок Розоцветные               |                   |  |                |               | род Манжетка  |                                                               |
|  | клада Цветковые растения |  |                                   |                                   | семейство Розовые |  |                |               |               |                                                               |
|  | клада Цветковые растения |  |                                   |                                   |                   |  |                |               |               |                                                               |
|  |                          |  | ещё 63 порядка цветковых растений | ещё 63 порядка цветковых растений |                   |  |                | еще 116 родов | еще 116 родов |                                                               |
|  |                          |  |                                   | ещё 63 порядка цветковых растений |                   |  |                |               | еще 116 родов |                                                               |

### Виды
Некоторые из них:
- Alchemilla alpina L. — Манжетка альпийская
- Alchemilla erythropoda Juz. — Манжетка красночерешковая
- Alchemilla glabra Neygenf. — Манжетка голая
- Alchemilla heptagona Juz. — Манжетка семиугольная
- Alchemilla hirsuticaulis H.Lindb. — Манжетка жёстковолосистостебельная
- Alchemilla hispanica S.E.Fröhner — Манжетка испанская
- Alchemilla japonica Nakai & H.Hara — Манжетка японская
- Alchemilla mollis (Buser) Rothm. — Манжетка мягкая
- Alchemilla orbicans Juz. — Манжетка округлённая
- Alchemilla saxatilis Buser — Манжетка скальная
- Alchemilla semidivisa Ericsson
- Alchemilla sibirica Zämelis — Манжетка сибирская
- Alchemilla vulgaris L. typus[8] — Манжетка обыкновенная[~ 1]

### Синонимы
В феврале 2023 года, ранее самостоятельный род Lachemilla был включён в род Alchemilla.
- Alchimilla Mill.
- Aphanes L.
- Lachemilla (Focke) Rydb.
- Percepier Moench
- Zygalchemilla Rydb.

## Комментарии
1. ↑  Вид Alchemilla vulgaris L. нередко рассматривается как сборный. В базе данных The Plant List название Alchemilla vulgaris L. имеет статус unresolved name[9].